# Georges Morin (Bildhauer)
Georges Morin (* 30. April 1874 in Berlin; † 5. Februar 1950 ebenda) war ein deutscher Maler, Bildhauer und Medailleur. Er schuf sowohl Architekturplastiken als auch eigenständige Bilder, Medaillen, Statuen und Figuren.

## Leben
Morin studierte 1892 bis 1896 an der Berliner Kunstakademie und war dort unter anderem Schüler von Ernst Herter und Peter Breuer. Nach erfolgreichem Examen hielt er sich anschließend zu Studienzwecken in Paris auf, wo ihn die Auftritte orientalischer Tänzerinnen in der Commedia dell’arte faszinierten. Er begann die Tänzerinnen zu malen und zu modellieren. Weiter bereiste er Italien und England, anschließend kehrte er nach Berlin zurück und lebte im Haus Görrestraße 16 in Berlin-Friedenau. Im selben Haus oder in der unmittelbaren Nachbarschaft lebten und arbeiteten noch zahlreiche andere Künstler wie Wilhelm Haverkamp, Valentino Casal (1867–1951), Heinrich Mißfeldt, Ludwig Isenbeck, Ludwig Manzel, Paul Hubrich (1869–1948) sowie Edmund Gomansky.
Morin wurde Mitglied der Bezirkskunstdeputation, der Vereinigung Bildender Künstler in Berlin und des Reichsverbands bildender Künstler Berlins. Auf Kunstausstellungen in Berlin konnte er seine Werke häufig der Öffentlichkeit vorstellen.

## Werke (Auswahl)

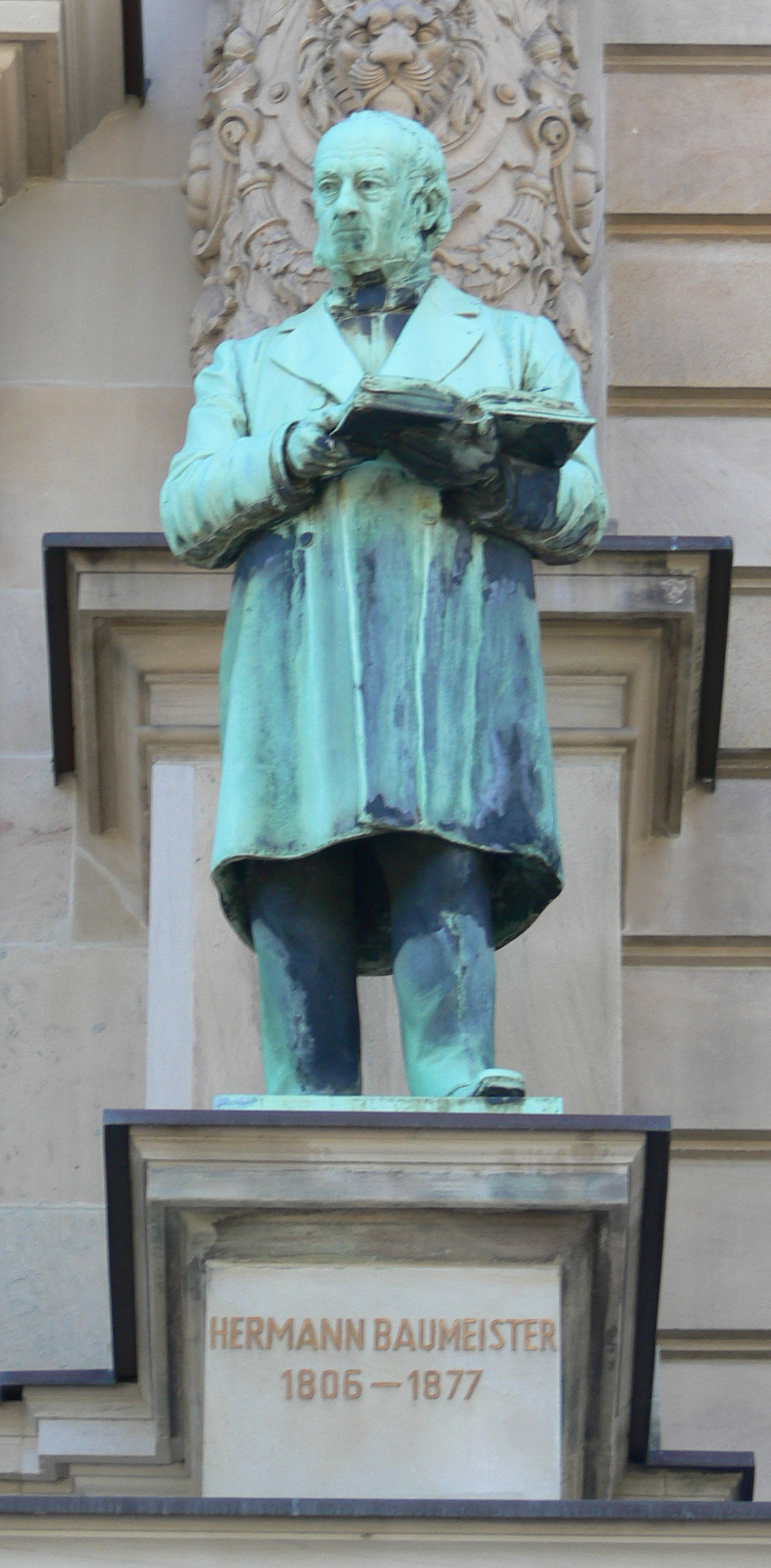
Statue Hermann Baumeister am Ziviljustizgebäude in Hamburg

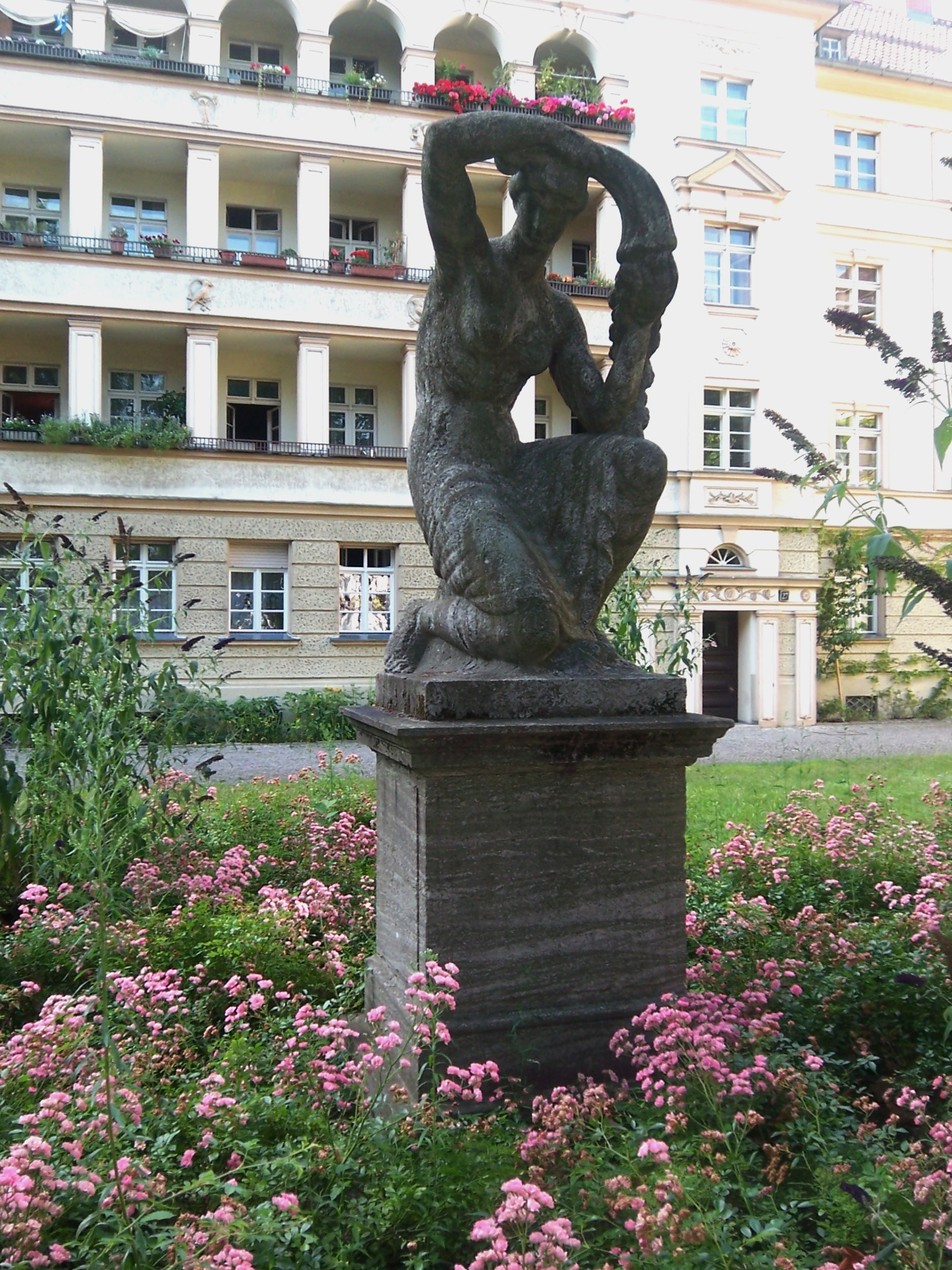
Denkmal „Flora“ in Spandau

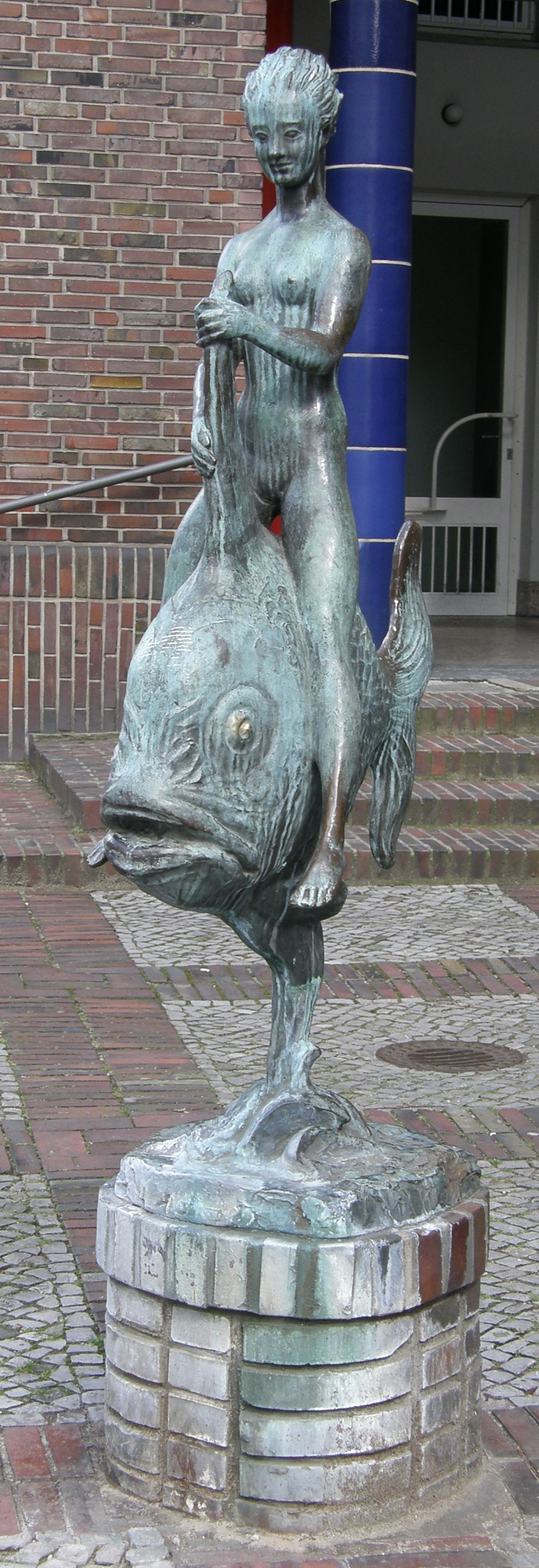
„Fischreiterin“ in Wilmersdorf

### Fassadenschmuck und Großskulpturen
| Objekt                                                       | Gebäude / Standort                                                                | Datierung | Maße (Höhe) | Anmerkungen                                                     | Quelle      |
| ------------------------------------------------------------ | --------------------------------------------------------------------------------- | --------- | ----------- | --------------------------------------------------------------- | ----------- |
| Attika-Figuren                                               | an der Französischen Friedrichstadtkirche in Berlin-Mitte                         | um 1905   |             | weitere Figuren von Ernst Müller-Braunschweig und Martin Schauß | [ 3 ]       |
| Hermann Baumeister (Statue)                                  | am Ziviljustizgebäude in Hamburg                                                  | 1903      |             |                                                                 | [ 5 ]       |
| Gruppe Drama                                                 | Neues Stadttheater in Posen                                                       | um 1910   |             |                                                                 | [ 5 ]       |
| figürliches Relief sowie Erinnerungstafel mit Kaiser-Bildnis | an der Fassade des Ledigenheims Haus Wichern in Berlin-Moabit, Waldenserstraße 31 | 1914      |             | in Zusammenarbeit mit dem Architekten Otto Kohtz                | [ 6 ]       |
| Wellenspiel                                                  |                                                                                   | vor 1915  |             | ausgestellt auf der Großen Berliner Kunstausstellung 1914       | [ 7 ]       |
| Flora (Statue)                                               | in Berlin-Spandau                                                                 | 1920      |             |                                                                 | [ 3 ]       |
| Kriegerehrung                                                | in der Vorhalle der Kirche zum Heilsbronnen in Berlin-Schöneberg                  | 1922      |             |                                                                 |             |
| Roesicke-Denkmal                                             | am Haus des Reichslandbunds in Berlin                                             | wohl 1925 |             | in Zusammenarbeit mit dem Architekten Otto Kohtz                | [ 5 ]       |
| Fischreiterin (Brunnenfigur)                                 | an der Ecke Uhlandstraße / Pariser Straße in Berlin-Wilmersdorf                   | 1929      |             | Bronze                                                          |             |
| Knabe mit Hund, einen Stein werfend                          | auf der Weberwiese in Berlin-Friedrichshain                                       | 1929      |             | Skulptur in Bronzeguss als Teil eines Zierbrunnens              | [ 5 ] [ 8 ] |
| Barmherziger Samariter                                       | Luftwaffen-Lazarett in Stettin, ul. Unii Lubelskiej                               | 1938      | 270 cm      | Sandstein                                                       | [ 9 ]       |
| Junger Falkner                                               |                                                                                   |           | 231 cm      | Bronze                                                          | [ 10 ]      |

### Kleinplastiken, Bilder und Medaillen
| Name                                                             | Standort                                   | Maße               | Wann geschaffen | Detailinformationen | Quelle        |
| ---------------------------------------------------------------- | ------------------------------------------ | ------------------ | --------------- | --- | ------------- |
| Medaillen                                                        |                                            |                    |                 | ausgestellt im Münzkabinett Berlin | [ 3 ]         |
| Bronzemedaille der IHK Berlin mit Porträt Franz von Mendelssohns | Staatsbibliothek zu Berlin, Musikabteilung | ⌀ 90 mm            | 1925            | Eigentum der Mendelssohn-Gesellschaft | [ 11 ]        |
| Reifentänzerin                                                   |                                            | 18 cm              | um 1900         | Bronze. Reifen poliertes Messing, Fußplatte mit Ringmuster verziert; quaderförmiger Sockel aus schwarzem Marmor. Morin fertigte eine Vielzahl von Tänzerinnenfiguren in ähnlicher Darstellung, dabei wechselte er das Material oder die Details (beispielsweise wurde der Reifen auch weggelassen). | [ 12 ] [ 13 ] |
| Chryselephantinefigur einer Reifentänzerin in klassischem Gewand |                                            | 4,84 Zoll          |                 | Figur wie Reifentänzerin, Material Elfenbein, Sockel gestreifter Marmor | [ 14 ]        |
| Büste eines jungen Mädchens                                      |                                            | 68 cm              |                 | Marmor | [ 10 ] [ 15 ] |
| Architekt. Kauernder männlicher Akt mit Zirkel in der Rechten    |                                            | 41 cm              |                 | Bronze | [ 10 ]        |
| Landschaft mit Schafen                                           |                                            |                    |                 | | [ 1 ]         |
| Tanzende Salome                                                  |                                            | 24 cm              |                 | Bronze, auf dreieckigem Marmorsockel | [ 3 ]         |
| Froschprinzesschen                                               |                                            | 19 cm              |                 | Bronze | [ 15 ]        |
| Encrier en marbre comprenant une figurine en bronze              |                                            | 9,5 × 16,34 Zoll   |                 | (Marmor-Tintenfass mit Bronzefigurine) | [ 15 ]        |
| Der heilige Georg besiegt einen Drachen                          |                                            | 5,20 × 13,20 Zoll  |                 | Bronze | [ 15 ]        |
| mehrere Tänzer mit Reifen                                        |                                            |                    | bis 1920        | Bronze | [ 15 ]        |
| Tänzer mit einem Hula-Hupp-Reifen                                |                                            | 19,29 Zoll         | 1900            | Bronze | [ 15 ]        |
| Weibliche Figur                                                  |                                            | 13,39 Zoll         |                 | Bronze | [ 15 ]        |
| Klassisches tanzendes Mädchen mit Reifen                         |                                            | 13,23 Zoll         |                 | | [ 15 ]        |
| Weiblicher Akt mit Kompass                                       |                                            | 18,90 × 15,35 Zoll | 1912            | Marmor | [ 15 ]        |
| Weibliche Nackte mit Umschlagtuch                                |                                            | 24,80 Zoll         |                 | Marmor | [ 15 ]        |
| Das Problem                                                      |                                            | 12,99 Zoll         | 1910            | Marmor | [ 15 ]        |
| Tanzende Frau                                                    |                                            | 13,78 Zoll         |                 | Bronze | [ 15 ]        |
| Diana                                                            |                                            | 16,5 cm            | ca. 1925        | Bronze auf gebändertem Marmorsockel; Jugendstilartige Gestaltung. Auch die Diana kommt in mehreren Fassungen vor. | [ 17 ]        |
| Figur einer stehenden Frau, Hände umklammert                     |                                            | 11 Zoll            |                 | Bronze auf Marmorsockel | [ 18 ]        |
| Griechischer Krieger mit Helm und Speer                          |                                            | 9 ½ Zoll           |                 | Bronze auf Marmorsockel | [ 19 ]        |
| Lesender Jüngling                                                |                                            | 24 cm              |                 | Bronze; stehender bekleideter Knabe mit Buch | [ 2 ]         |
| Hebe                                                             |                                            | 26 cm              |                 | Bronze, vergoldet, auf Marmorsockel. Griechische Göttin der ewigen Jugend | [ 2 ]         |
| Hugenottenkreuz                                                  | Hugenottenmuseum in Bad Karlshafen         |                    |                 | Entwurf | [ 20 ]        |